# Walt Disney's Enchanted Tiki Room
Walt Disney's Enchanted Tiki Room is een animatronicsshow in de Amerikaanse attractieparken Disneyland Park en het Magic Kingdom. De attractie staat in het themagebied Adventureland en was voorheen ook te vinden in Tokyo Disneyland. In de attractie wordt een show opgevoerd door tientallen animatronics uitgevoerd als vogels. Het in- en exterieur is gebaseerd op de tikicultuur.
Walt Disney's Enchanted Tiki Room opende op 23 juni 1963 in het Disneyland Park, op 1 oktober 1971 in het Magic Kingdom en op 15 april 1983 in Tokyo Disneyland. De locatie in Japan sloot in 1999.

## Afbeeldingen

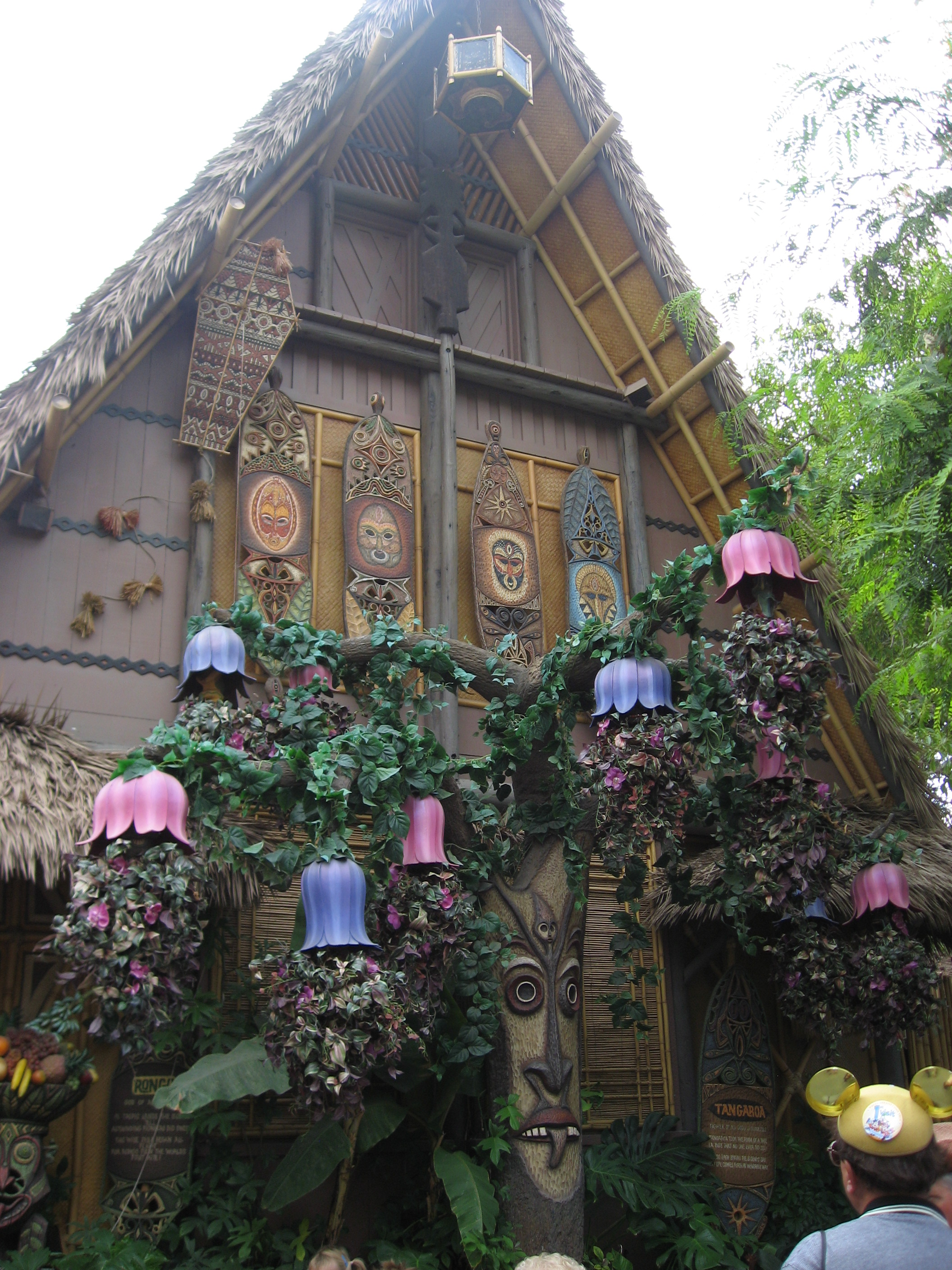
Disneyland Park
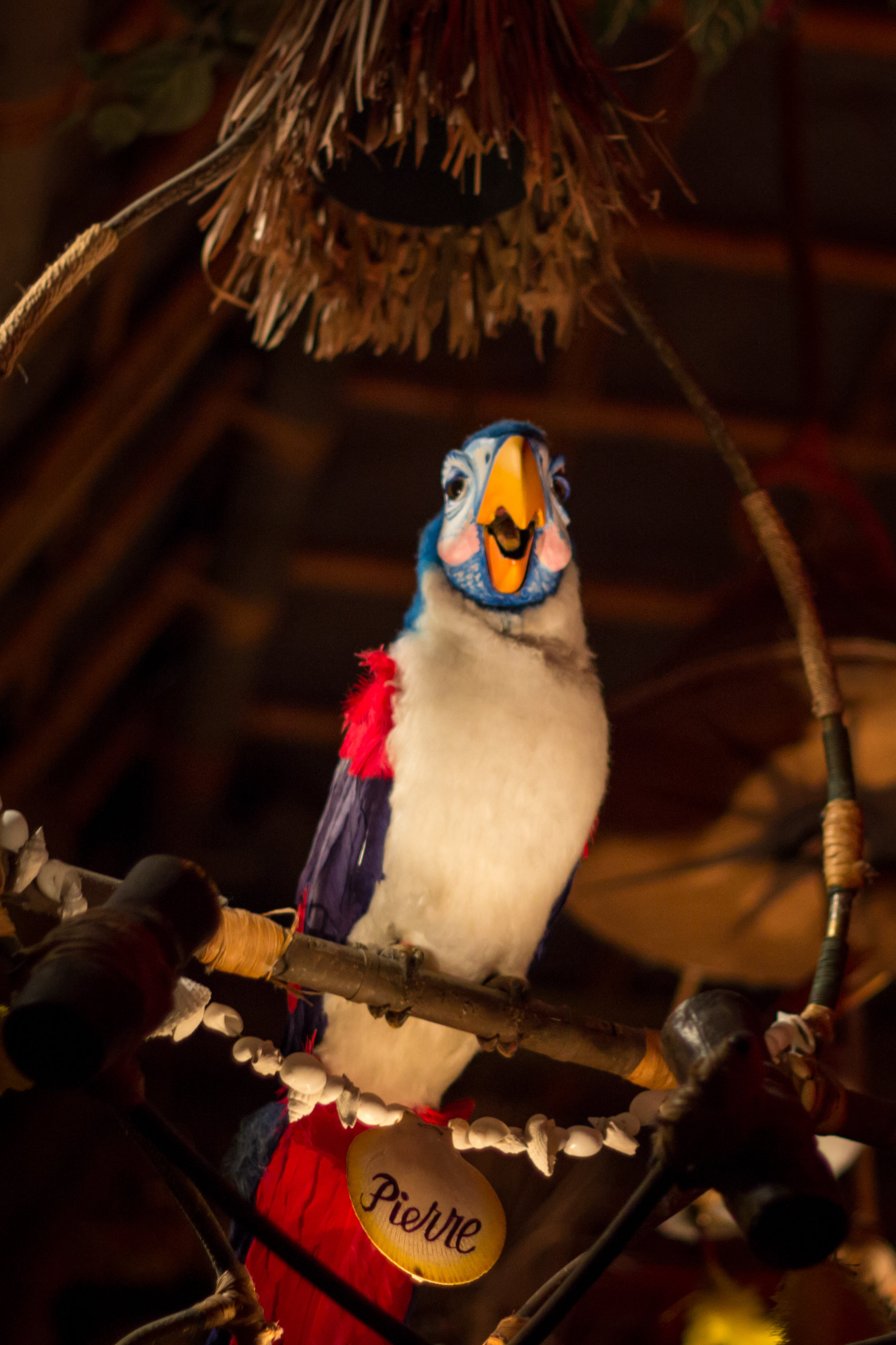
Disneyland Park
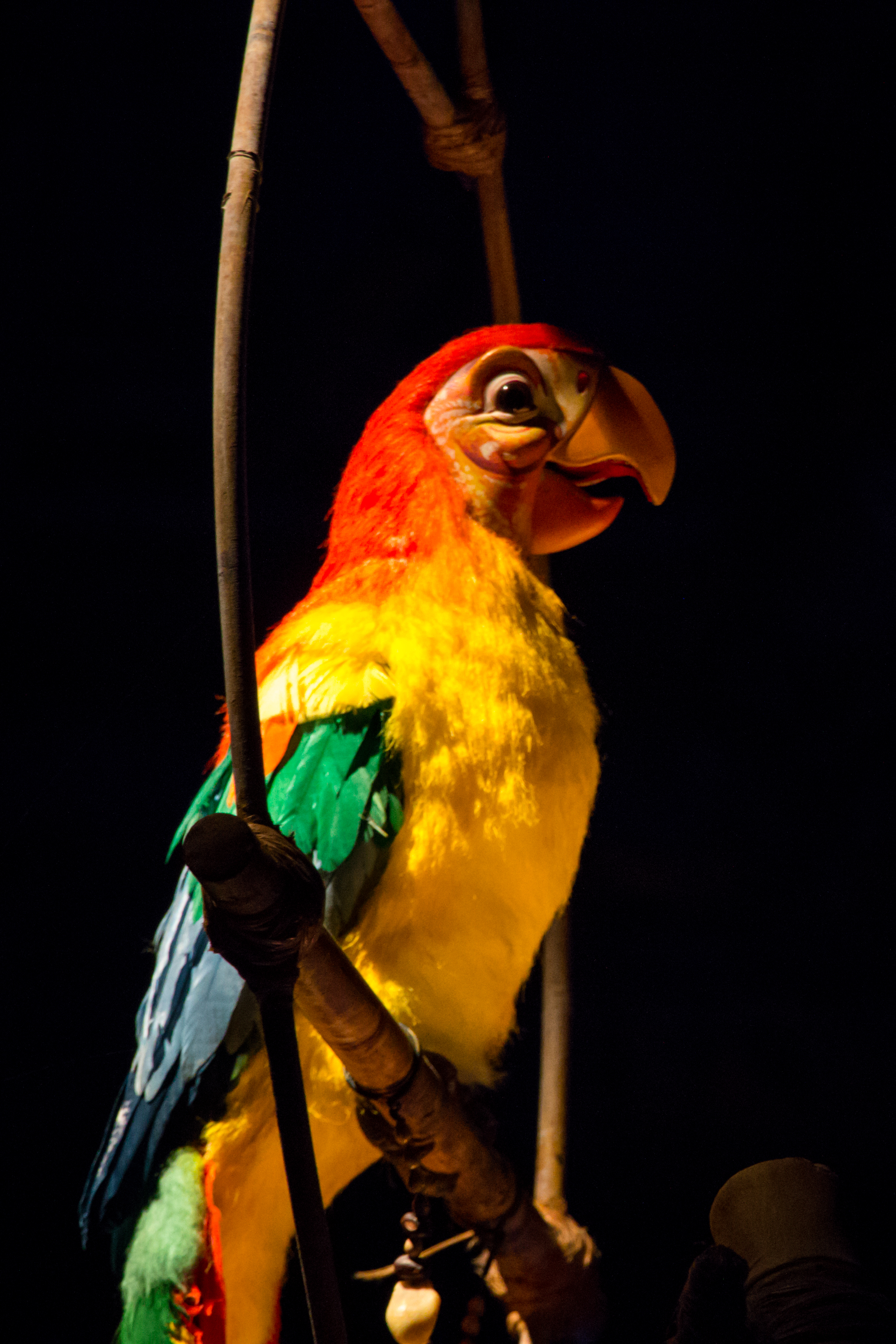
Disneyland Park
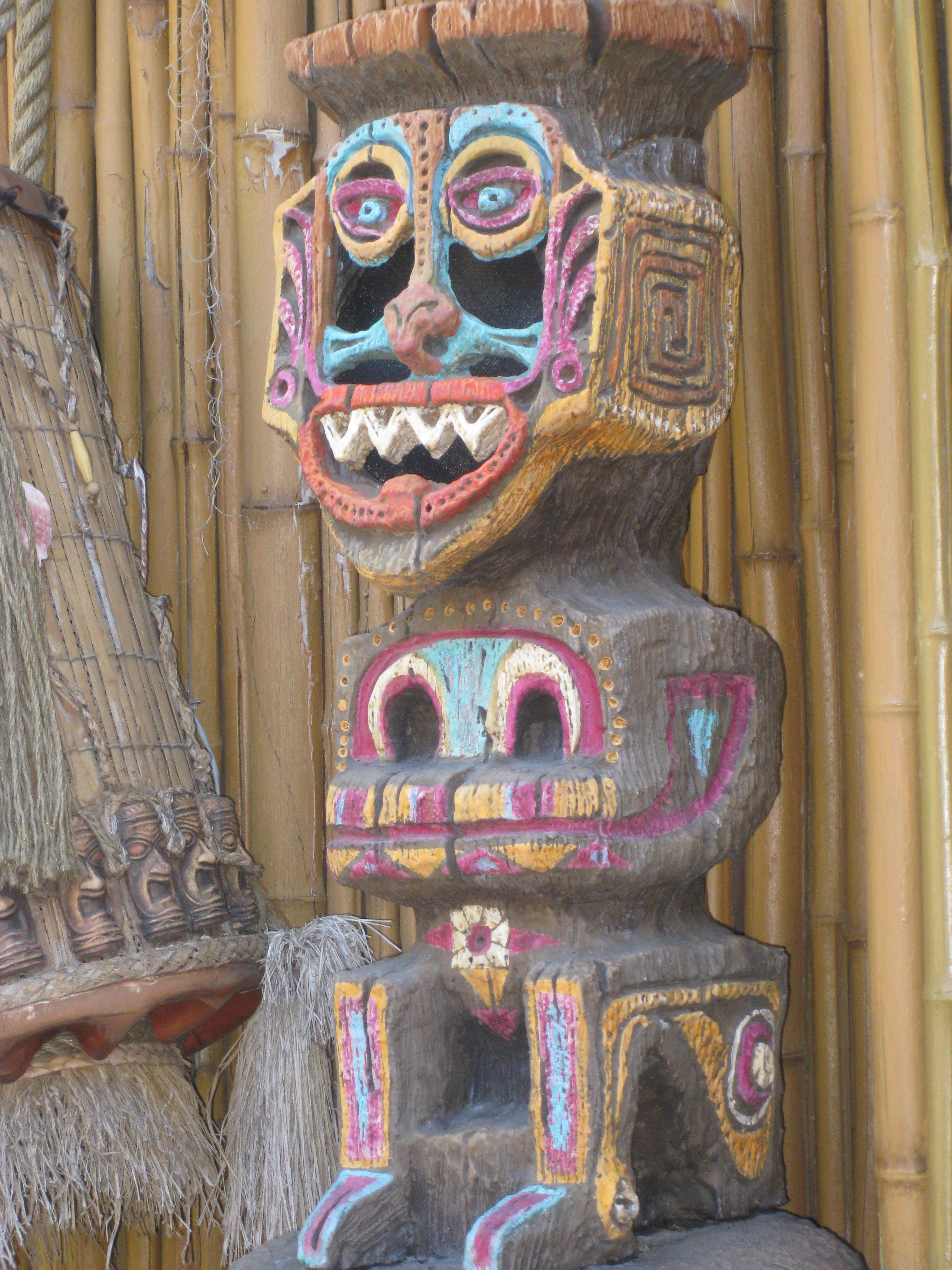
Disneyland Park
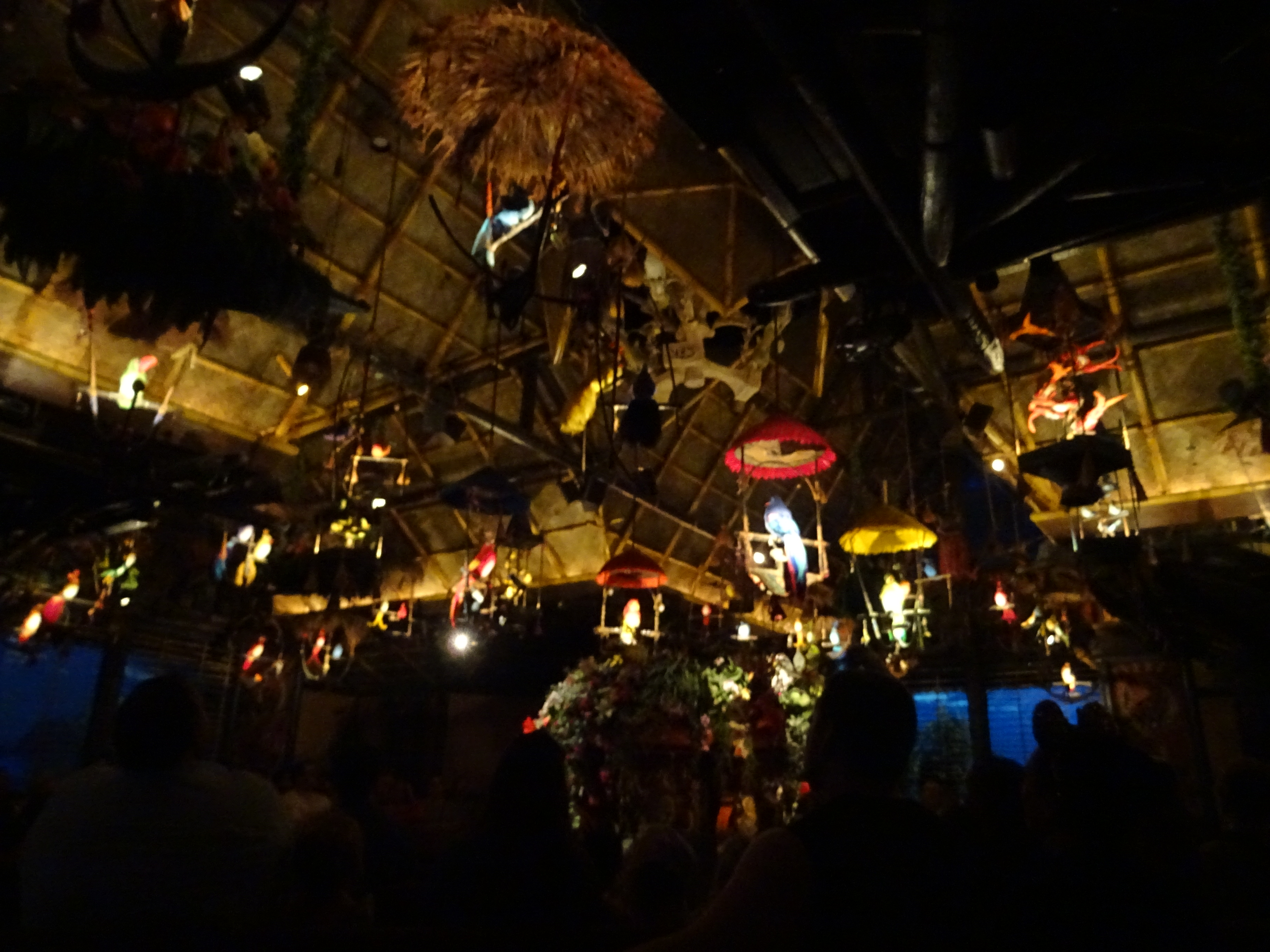
Magic Kingdom

Disneyland Resort · Lijst van attracties in Disneyland Park · Sleeping Beauty Castle · afbeeldingen
Walt Disney World Resort · Cinderella Castle · Lijst van attracties in Magic Kingdom · Afbeeldingen
Tokyo Disney Resort · Lijst van attracties in Tokyo Disneyland · Cinderella Castle · afbeeldingen